# Северинівка (Житомирський район)
Севери́нівка - село в Україні, у Житомирському районі Житомирської області. Входить до складу Любарської селищної громади.

## Географія
Село розташоване в полях на південному-сході Житомирської області, 110 км від Житомира, 7 км до села Березівка. Село з 2016 р. є повністю безлюдним. Останнім мешканцем Северинівки був Михайло Гедз. 
На південно-східній околиці села бере початок річка Каранька.

## Історія
Засноване в кінці XVI ст. гетьманом України Северином Наливайком. В 30 - х роках ХХ ст. комуністи розкуркулюють місцевих дядьків і утворюють місцевий колгосп, який існує до 70 рр. ХХ ст., (приєднався до колгоспу "Правда" с. Березівка).

## Населення

### Мова
Розподіл населення за рідною мовою за даними перепису 2001 року:
| Мова       | Кількість | Відсоток |
| ---------- | --------- | -------- |
| українська | 30        | 100%     |

## Визначні місця
Мальовничі поля та луки, які розкидаються навколо села, чисте повітря приваблюють туристів з усіх куточків України і близького зарубіжжя. Також вражає своїм стилем архітектура села, яка донеслась без змін з XIX ст. Є два монументальних комплекси: героям ВВВ; Пам'яті Степану Опанасовичу Нечаю.
До кінця 2010-х років в селі був наявний будинок культури (клуб) та руїни магазину (кооперації). Зараз ці споруди повністю знищені[коли?].

## Відомі люди
- Степан Опанасович Нечай — герой СРСР;